# Heinrich Lausberg
Pour les articles homonymes, voir Lausberg.
Heinrich Lausberg (né le 12 octobre 1912 à Aix-la-Chapelle ; mort le 11 avril 1992 à Münster) est un linguiste allemand, spécialiste des langues romanes.